# BS-73 Faust Vrančić
BS-73 Faust Vrančić  je ratni brod u sastavu flote Hrvatske ratne mornarice. Prema klasifikaciji, radi se o spasilačkom brodu. Brod je izgrađen u Brodogradilišu Tito u Beogradu 1976. godine, kada je ušao u flotu Jugoslavenske ratne mornarice pod imenom PS-12 Spasilac. U istoj klasi (klasa Spasilac) izgrađena su još dva broda. Brod je zapljenjen u Šibeniku 1991. godine, kada je ušao u sastav flote HRM. BS-73 Faust Vrančić je zapovjedni brod HRM.
Njegova primarna uloga bila je spašavanje podmorničara (opremljen dekompresijskom komorom i malom spasilačkom podmornicom, odnosno ronilicom). Također, namijenjen je za gašenje požara na brodovima i izvođenje podvodnih ronilačkih radova.
Brod se nalazi u sastavu Obalne straže Republike Hrvatske. Ujedno je i jedini brod u floti HRM koji ispunjava uvjete za nadzor ZERP-a.

## Slike
|  | Zajednički poslužitelj ima još gradiva o temi BS-73 Faust Vrančić |

- Faust Vrančić u Rijeci 2009.
- Faust Vrančić u Makarskoj 2008.
- Stara oznaka Obalne straže i flotni broj 73
- Faust Vrančić u Puli 2005. s istaknutim velikm zastavnim nakitom